# Susuacanga wappesi
Susuacanga wappesi là một loài bọ cánh cứng trong họ Cerambycidae.